# Daktyla

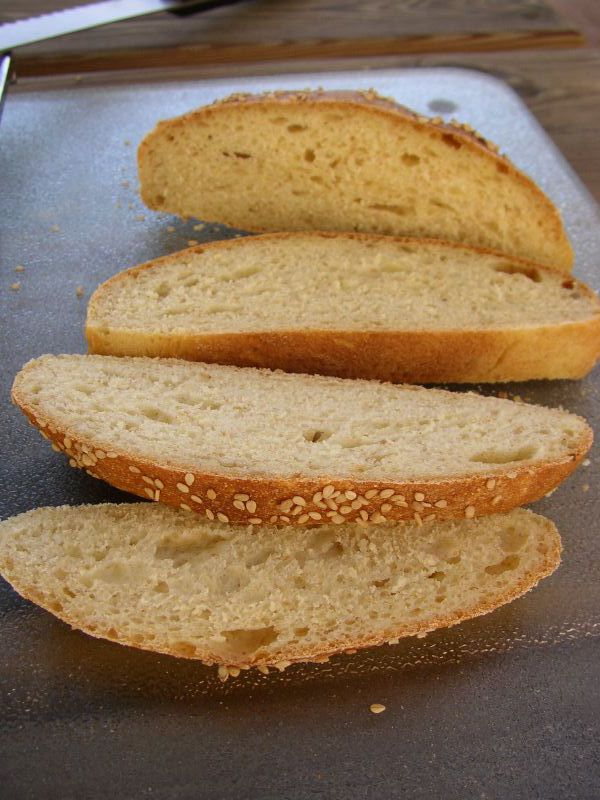
Länglich aufgeschnittenes Daktyla

Daktyla (griechisch δάκτυλα) oder Dachtyla (griechisch δάχτυλα) werden Mischbrote aus Sauerteig genannt. Sie stammen ursprünglich aus Griechenland, sind aber auch in der Türkei und Zypern sehr beliebt.

## Etymologie
Der Name bedeutet übersetzt Finger und spielt auf die längliche, schmale Form der Brote an.

## Zutaten
Der Teig besteht aus Weizensauer, wobei traditionell ein sogenanntes Landmehl verwendet wird, das zu unterschiedlichen Teilen aus Weizenmehl und Maismehl zusammengesetzt ist.
Vor dem Ausbacken wird der Teig in eine längliche, segmentierte Form gebracht und mit Sesam und Schwarzkümmel bestreut.
Manchmal werden auch mehrere länglich geformte Teigrollen aneinander gelegt und dann zu einem großen, leicht teilbaren Brot ausgebacken.